# Sielsowiet Domanowo
Sielsowiet Domanowo (biał. Даманаўскі сельсавет; ros. Домановский сельсовет) – sielsowiet na Białorusi, w obwodzie brzeskim, w rejonie iwacewickim, z siedzibą w Domanowie.
Według spisu z 2009 sielsowiet Domanowo zamieszkiwało 2092 osób, w tym 1916 Białorusinów (91,59%), 111 Rosjan (5,31%), 29 Ukraińców (1,39%), 25 Polaków (1,20%), 8 osób innych narodowości i 2 osoby, które nie podała żadnej narodowości. Do 2020 liczba mieszkańców spadła do 1473 osób, zamieszkujących w 669 gospodarstwach domowych.
Największą miejscowością jest Domanowo z 1084 mieszkańcami, a kolejną Wiszniouka (300 mieszkańców). Żadną z pozostałych miejscowości nie zamieszkuje więcej niż 100 osób.

## Miejscowości
- agromiasteczko:
  - Domanowo
- wsie:
  - Dobryniewo
  - Kochanowo
  - Wiszniouka (hist. Gnojno)